# Marcos Rocha (Politiker)

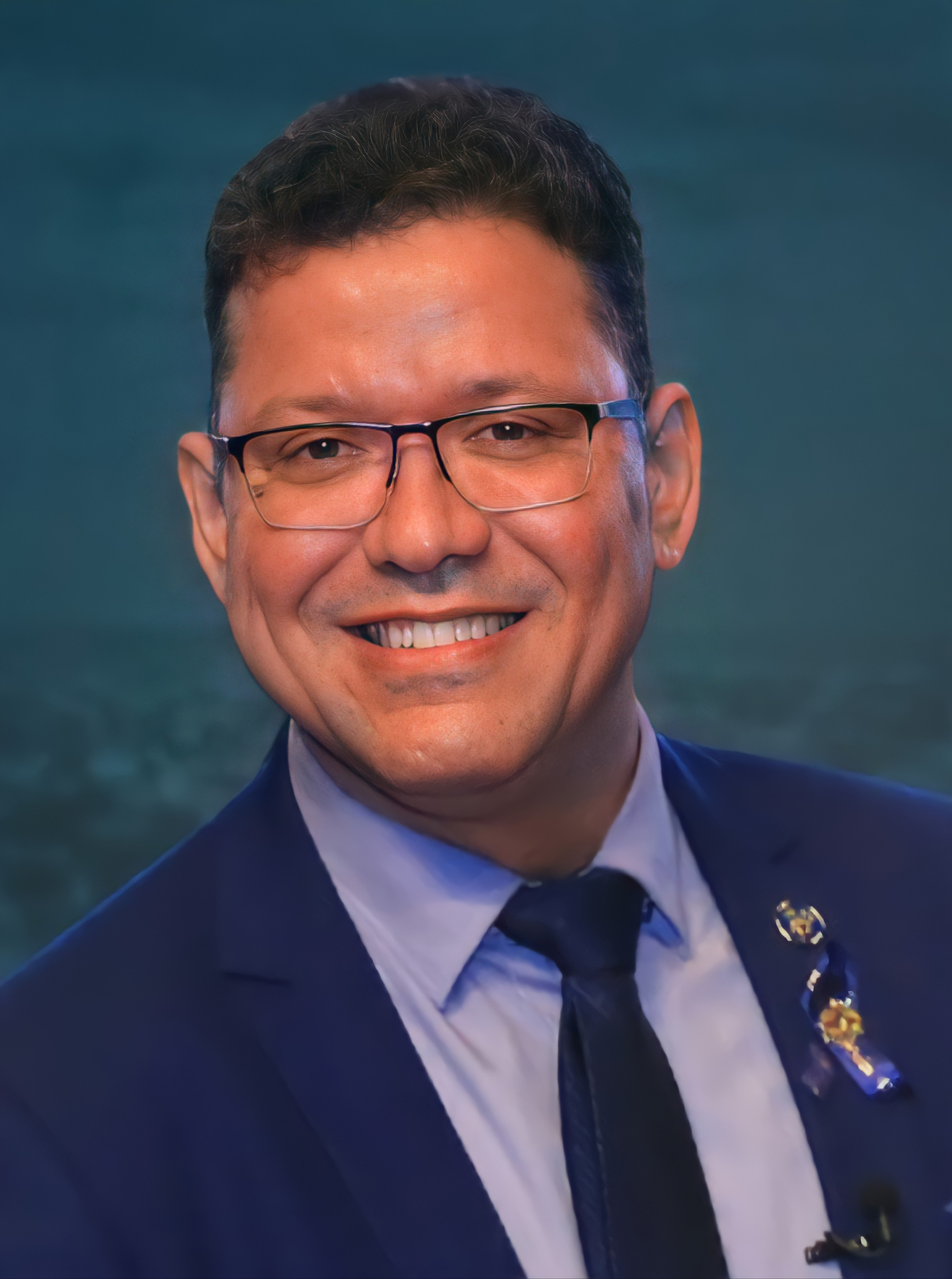
Marcos Rocha, 2019

Marcos José Rocha dos Santos, bekannt als Coronel Marcos Rocha oder als Marcos Rocha, (* 3. August 1968 in Rio de Janeiro) ist ein brasilianischer Offizier der Militärpolizei und Politiker. Er ist seit 2018 Mitglied des rechtsgerichteten Partido Social Liberal (PSL) und seit 2019 durch einen Überraschungssieg der 11. Gouverneur von Rondônia.

## Leben
Er ist der Sohn von Antônio dos Santos und Lucília da Rocha Santos. Mit 18 Jahren trat er als Rekrut in das brasilianische Heer ein, mit 21 Jahren übersiedelte er 1989 nach Rondônia, um dort eine Offizierslaufbahn zu beginnen.

## Politische Laufbahn
Bei den Gouverneurswahlen in Brasilien 2018 anlässlich der Wahlen in Brasilien 2018 erhielt er im ersten Wahlgang 183.691 Stimmen (23,99 %), gelangte in die Stichwahl und erreichte mit 530.188 oder 66,34 % der gültigen Stimmen den Wahlsieg.
Er trat sein Amt am 1. Januar 2019 an. Bereits am 1. April 2019 wurde ein Antrag auf Amtsenthebungsverfahren eingereicht, da er ohne Zustimmung des Parlaments in Rondônia 16 Personen in hohe Ämter berufen habe.